# Škoda 21Tr

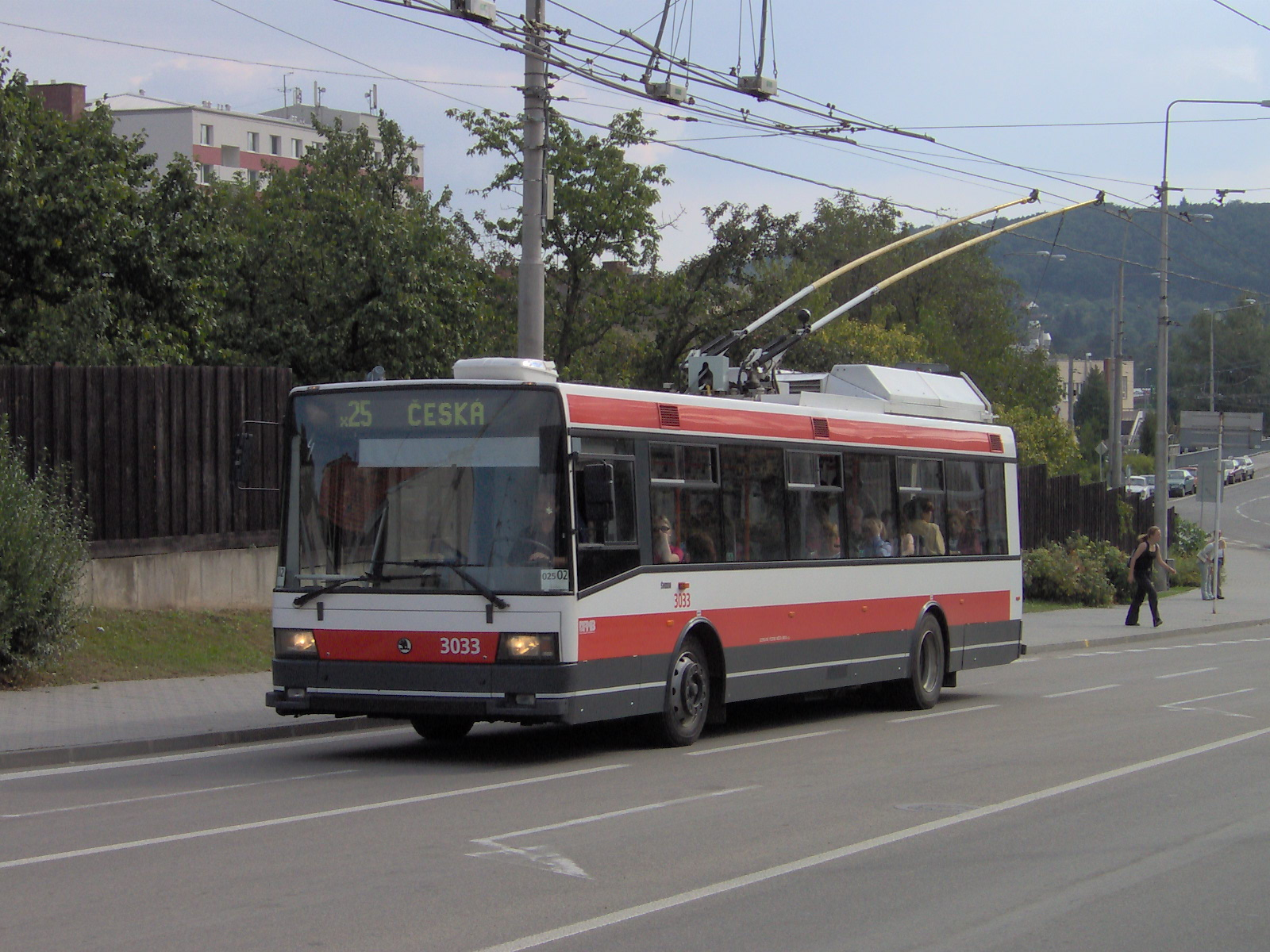
21Tr w Brnie

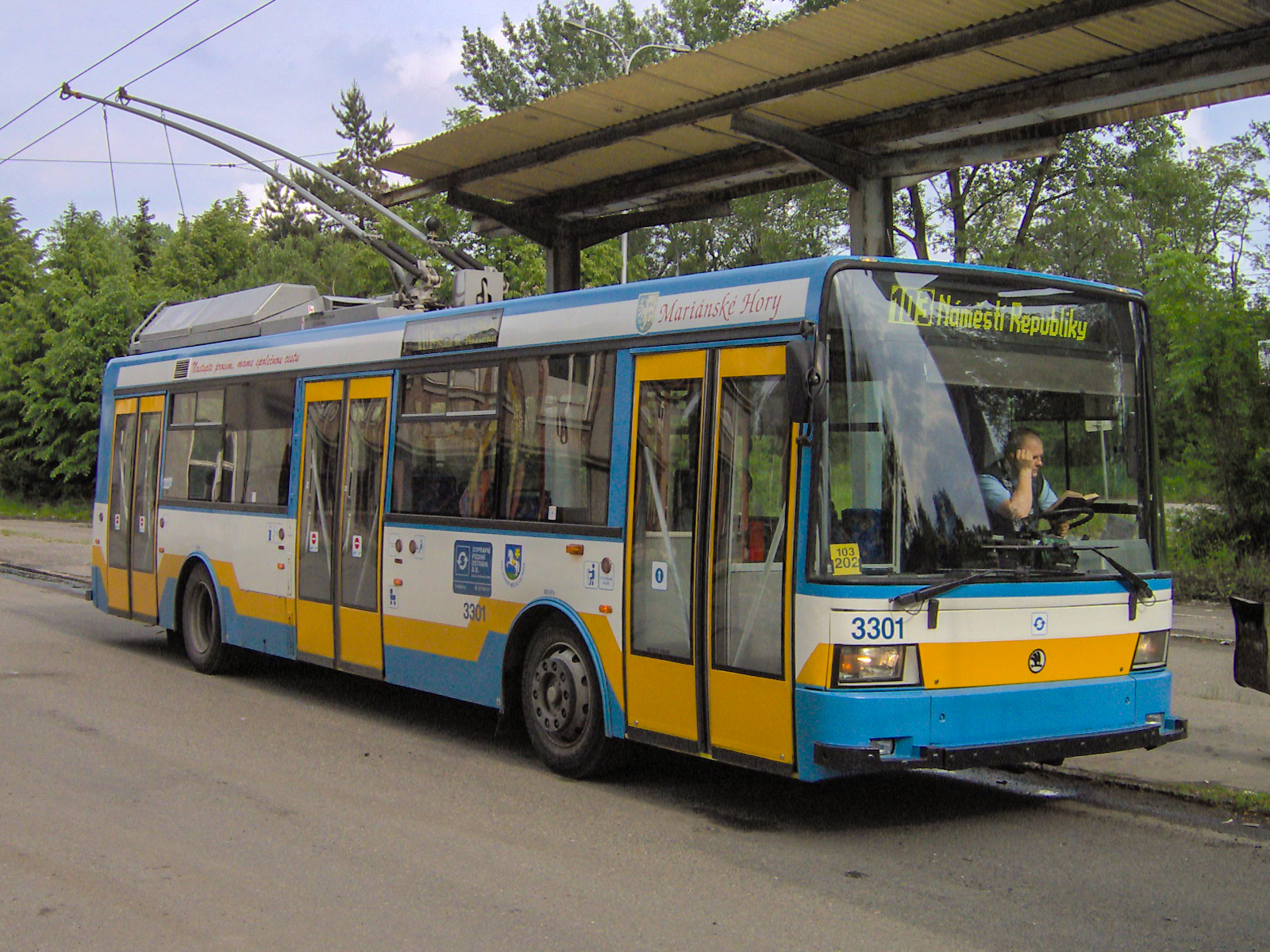
Ostrawski trolejbus 21Tr

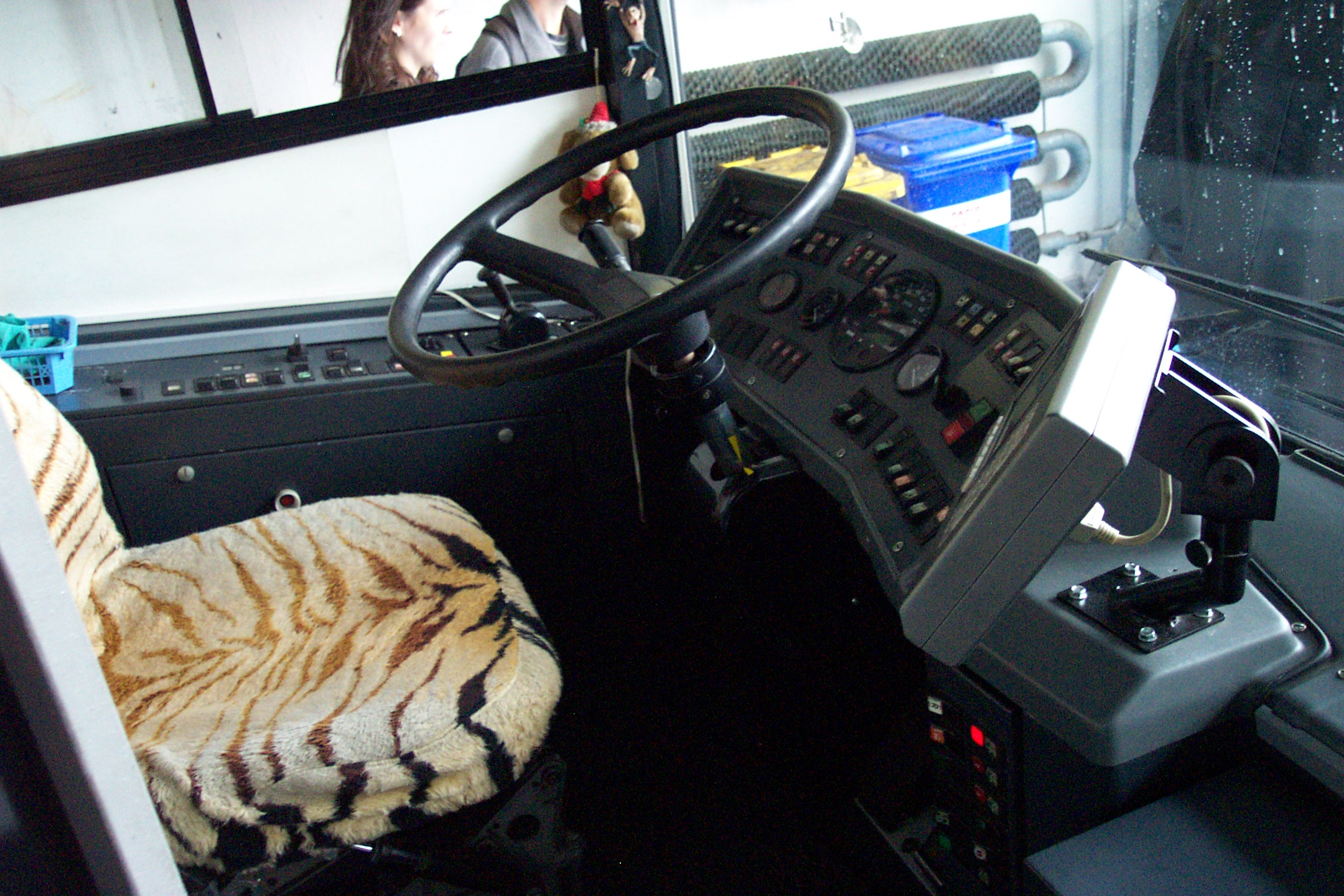
Wnętrze kabiny kierowcy

Škoda 21Tr – niskopodłogowy trolejbus, produkowany w zakładach Škoda na przełomie XX i XXI w. w Czechach, w Ostrovie nad Ohrzą.

## Konstrukcja
Prace nad budową nowego typu trolejbusów rozpoczęto w roku 1991. W tym czasie powstał również, zunifikowany z trolejbusem 21Tr, autobus Škoda 21Ab, którego prototyp wyprodukowano w 1995 roku. Wygląd nowych pojazdów zaprojektował inż. arch. Patrik Kotas.
Trolejbus 21Tr jest niskopodłogowym pojazdem z karoserią samonośną. Szkielet pojazdu jest stalowy, spawany z cienkich profili i blaszanych wytłoczek. Antypoślizgowa podłoga znajduje się na odcinku od pierwszych do drugich drzwi na wysokości 360 mm nad jezdnią (krawędź do wsiadania znajduje się jeszcze niżej – 345 mm). W tylnej części pojazdu podłoga znajduje się na wysokości 560 mm, pod siedzeniami jest podniesiona do 760 mm. Trolejbus może obniżyć prawą stronę do tego stopnia, że krawędź do wsiadania znajdzie się na wysokości 275 mm. Z prawej strony znajdują się trzy dwuskrzydłowe drzwi, które mogą być otwierane przez pasażerów.
Wyposażenie elektryczne opiera się na tyrystorach GTO. Napęd zapewnia silnik elektryczny szeregowy.

### 21TrACG
Jeden z trolejbusów 21Tr ma oznaczenie 21TrACG. Zamontowano w nim testowe wyposażenie elektryczne na bazie tyrystorów GTO. Powstało ono w wyniku współpracy Škody Ostrov i Akademii Nauk Republiki Czeskiej. Układy mechaniczne tego trolejbusu nie różnią się od tych, zastosowanych w seryjnym 21Tr, modernizacje dotyczą jedynie układów elektrycznych.

### 21TrACI
Trolejbusy 21TrACI wyposażone są w silnik asynchroniczny, wyposażenie elektryczne umieszczone jest w znacznej części w obudowach na dachu. Wyposażenie to powstało w wyniku prac firmy Škoda-Trakční motory. Pojazdy są ponadto wyposażone w pomocniczy agregat, który umożliwia wykorzystanie ich na odcinkach pozbawionych sieci trakcyjnej (np. przy objazdach).

### 21TrAC
Trolejbusy 21TrAC różnią się od typu 21TrACI tylko tym, że nie zostały wyposażone w dodatkowy agregat. Dzięki temu są lżejsze o 600 kg.

### Elektrobus
W 2003 r. firma ČAS Znojmo kupiła jeden szkielet pojazdu, przeznaczony dla trolejbusu 21Tr. W wyniku współpracy VUT w Brnie, Škody i Elis Plzeň na jego bazie został wybudowany elektrobus. W pojeździe zainstalowano akumulatory niklowo-kadmowe, dzięki którym elektrobus może przejechać 110–130 km. Wadą jest większa masa pojazdu (18 t). Elektrobus jest używany w komunikacji miejskiej w Znojmie od 2004 roku, jednak obecnie (maj 2009), z powodu poważnej usterki, jest na dłuższy czas wyłączony z ekploatacji.

## Prototypy
Prototyp trolejbusu 21Tr wyprodukowano w 1995 roku. W latach 1996–1997 był dokładnie testowany w Chomutowie i w Czeskich Budziejowicach (z numerem bocznym 43). Potem został wyłączony z eksploatacji i w roku 2000 zlikwidowano go w trakcie testów zderzeniowych.
Prototyp 21TrACG wyprodukowano w roku 1997. W latach 1997–1998 testowano go na linii do Jáchymowa i w Chomutowie. Po okresie testów dłuższy czas pozostawał u producenta. W 2005 roku przekazano go do Segedyna (Węgry), gdzie w otrzymał numer boczny T-810. Pojazd jest wciąż eksploatowany (2007).
Prototyp trolejbusu 21TrACI wyprodukowano w 1999 r. Do roku 2000 był testowany w Pilźnie (numer boczny 479), potem został przekazany do Hradca Králové, gdzie z numerem bocznym 50 jest wciąż eksploatowany (2007).

## Dostawy
W latach 1995–2004 wyprodukowano w sumie 135 pojazdów (włączając w to wersje 21TrACG, 21TrACI i 21TrAC) oraz jeden szkielet.
| Państwo              | Miasto               | Typ            | Lata dostaw    | Liczba | Numery taborowe | Uwagi                                                         |                      |
| -------------------- | -------------------- | -------------- | -------------- | ------ | --------------- | ------------------------------------------------------------- | -------------------- |
| Bośnia i Hercegowina | Sarajewo             | 21Tr           | 1997           | 2      | 4301, 4302      |                                                               | [ 3 ] [ 4 ]          |
| Czechy               | Brno                 | 21Tr           | 1999–2001      | 39     | 3001–3039       |                                                               | [ 5 ]                |
| Czechy               | Brno                 | 21TrIGCT       | 2002           | 4      | 3040–3043       |                                                               | [ 5 ]                |
| Czechy               | Czeskie Budziejowice | 21Tr           | 1998–2000      | 5      | 43–47           |                                                               | [ 6 ]                |
| Czechy               | Hradec Králové       | 21Tr           | 1997–2000      | 16     | 33–48           |                                                               | [ 7 ]                |
| Czechy               | Hradec Králové       | 21TrACI        | 2000           | 1      | 50              | prototyp ACI z pomocniczym spalinowym agregatem prądotwórczym | [ 7 ]                |
| Czechy               | Hradec Králové       | 21TrAC         | 2002–2003      | 5      | 51–55           |                                                               | [ 7 ]                |
| Czechy               | Igława               | 21Tr           | 1999–2001      | 7      | 48–54           |                                                               | [ 8 ]                |
| Czechy               | Igława               | 21TrIGCT       | 2002–2004      | 3      | 55, 58, 61      |                                                               | [ 8 ]                |
| Czechy               | Opawa                | 21Tr           | 2001           | 1      | 83              |                                                               | [ 9 ]                |
| Czechy               | Ostrawa              | 21Tr           | 1996–2002      | 15     | 3301–3315       |                                                               | [ 10 ]               |
| Czechy               | Pardubice            | 21Tr           | 2001–2004      | 15     | 385–399         |                                                               | [ 11 ]               |
| Czechy               | Pilzno               | 21TrACI        | 2001–2004      | 18     | 479–496         | wyposażone w spalinowy agregat prądotwórczy                   | [ 12 ]               |
| Czechy               | Škoda Ostrov         | 21Tr           | 1995           | 1      | –               | prototyp                                                      | [ 13 ]               |
| Czechy               | Znojmo               | szkielet       | 2003           | 1      | –               | wykorzystany do budowy elektrobusu 21Eb                       | [ 14 ]               |
| Kazachstan           | Ałmaty               | 21TrAC         | 2004           | 1      | –               |                                                               | [ 15 ]               |
| Węgry                | Segedyn              | 21Tr           | 2001           | 1      | T-800           |                                                               | [ 16 ] [ 17 ] [ 18 ] |
| Węgry                | Segedyn              | 21Tr Progress  | 2005           | 1      | T-810           | dawny prototyp ACG                                            | [ 16 ] [ 17 ] [ 18 ] |
| Słowacja             | Bratysława           | 21TrAC         | 2003           | 1      | 6401            |                                                               | [ 19 ] [ 20 ]        |
| Łączna liczba:       | Łączna liczba:       | Łączna liczba: | Łączna liczba: | 135    |                 |                                                               |                      |